# Gonicoelus unicornis
Gonicoelus unicornis is een keversoort uit de familie houtskoolzwamkevers (Biphyllidae). De wetenschappelijke naam van de soort werd in 1900 gepubliceerd door David Sharp.